# Arrah, Coasta de Fildeș
Arrah este o comună din departamentul Bongouanou, regiunea Moronou, Coasta de Fildeș.